# Fi Ophiuchi
Fi Ophiuchi (φ Ophiuchi , förkortat Fi Oph, φ Oph) som är stjärnans Bayerbeteckning, är en multipelstjärna belägen i den sydvästra delen av stjärnbilden Ormbäraren. Den har en skenbar magnitud på 4,27 är synlig för blotta ögat. Baserat på parallaxmätning inom Hipparcosuppdraget på ca 13,4 mas, beräknas den befinna sig på ett avstånd av ca 244 ljusår (75 parsek) från solen.

## Egenskaper
Fi Ophiuchi är en vit till gul jättestjärna  av spektralklass G8+IIIa. Den har en massa som är 3,2 gånger solens massa och en uppskattad radie som är 13,4 gånger större än solens. Den utsänder från dess fotosfär ca 112 gånger mera energi än solen vid en effektiv temperatur på ca 5 130 K.
Fi Ophiuchi är en multipelstjärna med två följeslagare, B, med magnitud 12,9 och en separation på 41,3 bågsekunder, och C, med magnitud 10,8 och en separation på 119,8 bågsekunder.